# العلاقات الأرجنتينية المالية
العلاقات الأرجنتينية المالية هي العلاقات الثنائية التي تجمع بين الأرجنتين ومالي.

## مقارنة بين البلدين
هذه مقارنة عامة ومرجعية للدولتين:
| وجه المقارنة                                              | الأرجنتين                                               | مالي            |
| --------------------------------------------------------- | ------------------------------------------------------- | --------------- |
| المساحة (كم2)                                             | 2.78 مليون                                              | 1.24 مليون      |
| عدد السكان (نسمة)                                         | 44.27 مليون                                             | 18.54 مليون     |
| الكثافة السكانية (ن./كم²)                                 | 15.92                                                   | 14.95           |
| العاصمة                                                   | بوينس آيرس                                              | باماكو          |
| اللغة الرسمية                                             | اللغة الإسبانية                                         | لغة فرنسية      |
| العملة                                                    | البيزو الأرجنتيني 1983 ‏، بيزو أرجنتيني، أسترال أرجنتيني | فرنك غرب أفريقي |
| الناتج المحلي الإجمالي (بليون دولار)                      | 637.59 مليار                                            | 15.29 مليار     |
| الناتج المحلي الإجمالي (تعادل القوة الشرائية) بليون دولار | 883.02 مليار                                            | 35.69 مليار     |
| الناتج المحلي الإجمالي الاسمي للفرد دولار أمريكي          | 13.43 ألف                                               | 724             |
| الناتج المحلي الإجمالي للفرد دولار أمريكي                 |                                                         | 1.60 ألف        |
| مؤشر التنمية البشرية                                      | 0.827                                                   | 0.419           |
| رمز المكالمات الدولي                                      | +54                                                     | +223            |
| رمز الإنترنت                                              | .ar                                                     | .ml             |
| المنطقة الزمنية                                           | 00                                                      | 00              |

## منظمات دولية مشتركة
يشترك البلدان في عضوية مجموعة من المنظمات الدولية، منها:
| علم المنظمة | اسم المنظمة                               | تاريخ انضمام الأرجنتين | تاريخ انضمام مالي |
| ----------- | ----------------------------------------- | ---------------------- | ----------------- |
|             | مؤسسة التنمية الدولية                     | 3 أغسطس 1962           | 27 سبتمبر 1963    |
|             | البنك الإفريقي للتنمية                    | ?                      | ?                 |
|             | يونسكو                                    | 15 سبتمبر 1948         | 7 نوفمبر 1960     |
|             | مؤسسة التمويل الدولية                     | 13 أكتوبر 1959         | 9 مايو 1978       |
|             | منظمة حظر الأسلحة الكيميائية              | ?                      | ?                 |
|             | الأمم المتحدة                             | 24 أكتوبر 1945         | 28 سبتمبر 1960    |
|             | الاتحاد الدولي للاتصالات                  | 1889                   | 21 أكتوبر 1960    |
|             | منظمة الشرطة الجنائية الدولية             | ?                      | ?                 |
|             | البنك الدولي للإنشاء والتعمير             | 20 سبتمبر 1956         | 27 سبتمبر 1963    |
|             | الاتحاد البريدي العالمي                   | ?                      | ?                 |
|             | المركز الدولي لتسوية المنازعات الاستشارية | 18 نوفمبر 1994         | 2 فبراير 1978     |
|             | وكالة ضمان الاستثمار متعدد الأطراف        | 11 فبراير 1992         | 22 أكتوبر 1992    |
|             | منظمة التجارة العالمية                    | ?                      | ?                 |
|             | الفريق المعني برصد الأرض                  | ?                      | ?                 |

## وصلات خارجية
- موقع وزارة الخارجية الأرجنتينية